# Nordhorner SV Sparta 09
Nordhorner SV Sparta 09 is een Duitse voetbalclub uit Nordhorn, Landkreis Grafschaft Bentheim, Nedersaksen.

## Geschiedenis
De club werd op 22 januari 1909 opgericht als FC Sparta Nordhorn. Nadat er ook nog andere sporten in het aanbod opgenomen werd veranderde de naam in 1911 in Nordhorner SV Sparta 09. In 1927 promoveerde de club naar de hoogste klasse van de Westfaalse competitie en eindigde twee seizoenen in de middenmoot. Hierna volgde twee mindere seizoenen en zelfs een degradatie in 1931/32. In 1933 werd de Gauliga ingevoerd als hoogste klasse. In 1938 werd Sparta kampioen van de groep Osnabrück en nam deel aan de eindronde om promotie, maar verloor.
Van 1952 tot 1958 speelde de club in de Amateuroberliga, toen de tweede klasse en opnieuw van 1960 tot 1964. Derby's tegen Eintracht Nordhorn trokken in deze tijd 5000 tot 8000 toeschouwers. Vanaf midden jaren zestig zon de club langzaam weg in de anonimiteit. Nadat enkele afdelingen zelfstandig werden in de jaren tachtig biedt de club enkel nog voetbal aan.